# 대한민국 형사소송법 제32조
대한민국 형사소송법 제32조는 변호인선임의 효력에 대한 형사소송법의 조문이다.

## 조문
제32조(변호인선임의 효력) ① 변호인의 선임은 심급마다 변호인과 연명날인한 서면으로 제출하여야 한다.
②공소제기 전의 변호인 선임은 제1심에도 그 효력이 있다.

第32條(辯護人選任의 效力) ① 辯護人의 選任은 審級마다 辯護人과 連名捺印한 書面으로 提出하여야 한다.
②公訴提起 前의 辯護人 選任은 第1審에도 그 效力이 있다.

## 비교 조문
형사소송규칙 제13조

## 참고 문헌
- 손동권 신이철, 새로운 형사소송법(초판, 2013), 세창, 2013. ISBN 9788984114081